# Bund für Umwelt und Naturschutz Deutschland
|  | Aquest article tracta sobre l'associació ecologista alemanya. Si cerqueu el moviment polític jueu, vegeu «Bund». |

L'associació Bund für Umwelt und Naturschutz Deutschland –mes coneguda amb l'acrònim recursiu BUND– és una organització no governamental alemanya per a la protecció del medi ambient i de la natura amb seu a Berlín. Representa l'organització internacional Friends of the Earth a Alemanya. Té els camps de treball següents: residus, residus nuclears, carbó, energia, orquídies autòctones, agricultura, sanitat i alimentació, protecció de la natura, medi ambient, transport, i boscos i aigua.
És una de les associacions més antigues i la més gran en nombre de socis. El 2019 tenia 467.044 membres, un creixement de 75% en només deu anys (2009 = 267.342). És oficialment reconeguda pel govern i se l'ha de consultar quan es prenen decisions amb una implicació per al medi ambient. Té el dret de querellar-se, no només per als interessos de l'associació sinó també en nom de l'interés general.
Els seus orígens rauen en el moviment de protesta antinuclear dels anys 1970, amb algunes branques locals que es remunten al 1913. Va ser fundada oficialment el 1975 com a federació d'una sèrie de grups regionals, per Gerhard Thielcke (1931-2007).